# بداکس (میشیگان)
بداکس، میشیگان (به انگلیسی: Bad Axe, Michigan) یک شهر در ایالات متحده آمریکا با جمعیت ۳٬۱۲۹ نفر است که در میشیگان واقع شده‌است.

## موقعیت جغرافیایی
موقعیت جغرافیایی شهرها و مناطق اطراف به شرح زیر است: